# بوب تايلور (لاعب هوكي الجليد)
بوب تايلور (بالإنجليزية: Bob Taylor)‏ هو لاعب هوكي الجليد أمريكي، ولد في 12 أغسطس 1904 في بروكلين في الولايات المتحدة، وتوفي في 12 ديسمبر 1993.

## وصلات خارجية
- بوب تايلور على موقع دوري الهوكي الوطني (الإنجليزية)
- بوب تايلور على موقع EliteProspects.com (الإنجليزية)
- بوب تايلور على موقع HockeyDB.com (الإنجليزية)
- بوب تايلور على موقع Hockey-Reference.com (الإنجليزية)